# سوفیا از ناسو
سوفیا از ناسائو (سوفیا ویلهلمین ماریانا هنریت، ۹ ژوئیه ۱۸۳۶ – ۳۰ دسامبر ۱۹۱۳)، همچنین شناخته شده با عنوان سوفیا، ملکه سوئد و نروژ به عنوان ملکه هم‌نشین پادشاه اسکار دوم سوئد بود. او ۳۵ سال ملکه سوئد بود، طولانی‌تر از تمام افراد پیش از خود، و طولانی‌ترین دوران ملکه تا سال ۲۰۱۱، وقتی که سیلویای سوئد از او پیشی گرفت.

## اوایل زندگی
سوفیا کوچک‌ترین دختر ویلهلم، دوک ناسائو بود. پدرش هنگام سه سالگی درگذشت و برادر ناتنیش آدولف، دوک بزرگ لوکزامبورگ جانشین وی شد.